# Brezoi
Brezoi ist eine Kleinstadt im Kreis Vâlcea in der historischen Region Walachei in Rumänien.

## Lage
Brezoi liegt inmitten der Südkarpaten im Lauterbach-Tal (Valea Lotrului), einem rechten Seitental des Flusses Olt. Im Norden befinden sich die Ausläufer des Lotru-Gebirges, im Süden die des Căpățână-Gebirges. Die Kreishauptstadt Râmnicu Vâlcea liegt etwa 30 km südöstlich.

## Geschichte
Auf dem Gebiet der Stadt entdeckten Archäologen Gegenstände aus der Eisenzeit und der Epoche der Daker. Nach deren Unterwerfung durch die Römer errichteten diese hier einen Stützpunkt mit einem Wachtturm. Aus der Römerzeit wurden eine antike Statuette und eine Münze gefunden. Nach Auffassung rumänischer Historiker sprechen einige Flurnamen für eine durchgängige Besiedlung des Lauterbachtales seit dieser Zeit. Seit 1389 sind Ansiedlungen im Tal auch schriftlich bezeugt; die erste urkundliche Erwähnung von Brezoi stammt aus dem Jahr 1575. Der Ort gehörte damals zum Fürstentum Walachei, das unter osmanischer Oberherrschaft stand.
Im 16. Jahrhundert wurde in der Region in bescheidenem Umfang Gold gewonnen, sowohl aus Gruben als auch aus dem Wasser des Lotru (Lauterbach).
Von 1718 bis 1739 stand die Kleine Walachei und damit auch Brezoi unter österreichischer Herrschaft. Das sehr abgeschieden gelegene Lauterbachtal erlebte in dieser Zeit einen Aufschwung durch den Bau einer Straße („Via Carolina“) durch das Tal des Olt. Nachdem die Kleine Walachei im Frieden von Belgrad (1739) wieder unter türkische Kontrolle gekommen war, verfiel die Via Carolina und wurde erst nach 1829 wiederhergestellt.
Im 19. Jahrhundert war die Holzgewinnung und -verarbeitung der wichtigste Erwerbszweig der Bewohner. 1819 wurde die erste Sägemühle erwähnt; seit den 1830er Jahren gab es eine Schule.
1864 wurde Brezoi eine Gemeinde. Zum Ende des 19. Jahrhunderts erreichten die Anzahl und die Bedeutung der Sägemühlen ihren Höhepunkt. 1900 eröffnete ein Spital.
Während des Ersten Weltkrieges war Brezoi von 1916 bis 1918 von deutschen und österreichisch-ungarischen Truppen besetzt; in der Nähe des Ortes befand sich ein Gefangenenlager für rumänische Soldaten.
Nach dem Zweiten Weltkrieg wurde 1948/49 eine Schmalspurbahn vom Olttal über Brezoi nach Voineasa im oberen Lauterbachtal gebaut, was das bis dahin übliche Flößen der Holzstämme im Lauterbach überflüssig machte.
1968 wurde Brezoi an das Stromnetz angeschlossen; im gleichen Jahr wurde der Ort zur Stadt erklärt. 1969 erhielt die durch das Lauterbachtal führende Straße eine Asphaltdecke; die Kleinbahnstrecke wurde stillgelegt.
1986 ging unterhalb der Stadt das Wasserkraftwerk Gura Lotrului in Betrieb.
Die wichtigsten Erwerbszweige sind die Viehzucht und weiterhin die Holzgewinnung. Eine zunehmende Rolle spielt der Tourismus.

## Bevölkerung
1930 lebten auf dem Gebiet der heutigen Stadt etwa 4300 Bewohner, darunter etwa 450 Roma, je 200 Deutsche und Ungarn sowie 100 Juden; die übrigen waren Rumänen. Bei der Volkszählung 2002 wurden in der Stadt 6859 Einwohner gezählt, darunter 6810 Rumänen, 16 Ungarn und 9 Deutsche.

## Verkehr
Brezoi liegt an der im Tal des Olt verlaufenden Bahnstrecke zwischen Sibiu und Râmnicu Vâlcea. In der Nähe der Stadt befindet sich der Bahnhof Lotru. Von hier verkehren in beide Richtungen derzeit (2009) täglich je etwa sieben Nahverkehrszüge. Es bestehen regelmäßige Busverbindungen nach Râmnicu Vâlcea.

## Sehenswürdigkeiten
- Kirche im Ortsteil Proieni (1794–1798)
- Kirche im Ortsteil Călinești (1775)
- Holzkirche in Brezoi (1789)
- Bahnhof Lotru (1897–1902)
- Landschaftlich reizvolle Umgebung

## Städtepartnerschaften
Brezoi unterhält seit 2007 eine Partnerschaft mit der französischen Gemeinde La Bouilladisse.

## Persönlichkeiten
- Margareta Wechsler Dinu (1909–2016), Malerin